# 聊齋艷譚續集：五通神
《聊齋艷譚續集：五通神》（英語：Erotic Ghost Story II）是1991年上映的一部香港三級片，延續上一集《聊齋艷譚》片中角色五通神的故事。由蔡瀾擔任出品人，敖志君執導，黃秋生、陳加玲和一條小百合主演。此片是敖志君首次執導的電影，在香港票房賣座，創破千萬港幣的票房佳績；此片在台灣上映首周末也成為票房冠軍。 此後，黃秋生也開始獲邀演出很多電影。
同系列續作《聊齋三集之燈草和尚》有著全新故事，與五通神並沒有任何關連。

## 剧情
五通神被白狐三姐妹擊毀魔軀後，他的元神依然繼續飄盪於三界之間；後來，五通神找到新的魔軀，化名秋生，並與民女小燕相戀。天界不容許此戀情，派特使燒死小燕，並把小燕的靈魂封印在女嬰孩方玉印的體內。 五通神自此極度憤怒，產出女魔軀（女魔），並強迫村民定期供奉處女讓他折磨。
方玉印長大後，不幸被選中去供奉結五通神。但五通神看到方玉印後，感受到小燕的元神，對方玉印網開一面；劉山根借機救走方玉印。
五通神十分憤怒，以女魔的魔軀去屠殺村民，並捉走了劉山根。方玉印與阿珍為了拯救劉山根，隻身勇闖魔穴；後來，經過一輪性交與惡戰後，劉山根成功被拯救，而小燕的靈魂也意外被釋放。小燕成功勸說五通神改邪歸正，兩人並共赴靈界，長相廝守。

## 演员
| 演员       | 角色   | 备注                                             | 粵語配音 |
| 黃秋生     | 秋生   | 魔神（五通神），在上集《聊齋艷譚》由單立文飾演。 | 黃秋生   |
| 陳加玲     | 方玉印 | 民女，劉山根的情人。                             |          |
| 一條小百合 | 女魔   | 魔神（五通神）的女體化身。                       |          |
| 郭耀華     | 劉山根 | 方玉印的情人。                                   | 馮永和   |
| 植敬雯     | 阿珍   | 劉山根的妹妹。                                   |          |
| 曾小燕     | 小燕   | 民女，秋生的情人。                               |          |
| 文素       | 狐仙   | 被天神派來殺死小燕及秋生                         |          |
| 葉子楣     | 狐仙   | 被天神派來殺死小燕及秋生                         |          |

## 電影歌曲
| 曲別   | 歌名         | 作曲   | 作詞   | 演唱者         |
| 主題曲 | 《五通神》   | 范景能 | 范景能 | 黃秋生、陳加玲 |
| 插曲   | 《柔情愛意》 | 范景能 | 范景能 | 黃秋生、陳加玲 |